# Yeşilköy, Karabük
Yeşilköy là một xã thuộc thành phố Karabük, tỉnh Karabük, Thổ Nhĩ Kỳ. Dân số thời điểm năm 2010 là 242 người.